# Juncheng Wei
Juncheng Wei é um matemático chinêsi, que trabalha com equações diferenciais parciais não-lineares.
É professor de matemática da Universidade da Colúmbia Britânica. Recebeu a Medalha Morningside de prata de 2010. Foi palestrante convidado do Congresso Internacional de Matemáticos em Seul (2014).